# Eileen Paisley

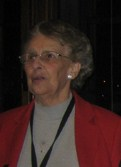
Eileen Paisley

Eileen Emily Paisley, Baroness Paisley of St George’s (geborene Cassells) (* 2. November 1931 in Belfast) ist eine nordirische Politikerin der Democratic Unionist Party und Life Peeress.

## Leben und Karriere
Sie wurde am 2. November 1931 als Eileen Cassells geboren. Sie ist die Tochter von Thomas James Cassells.
1967 wurde sie für die Protestant Unionist Party (Vorgänger der DUP) zum Councillor in Belfast gewählt (bis 1974), drei Jahre bevor ihr Mann Ian Paisley ins Unterhaus sowie ins nordirische Parlament gewählt wurde. Sie wurde 1973 in die Northern Ireland Assembly (bis 1974) und 1975 in die Northern Ireland Constitutional Convention gewählt (bis 1976), bei beiden für den Wahlkreis Belfast East.
Sie ist Ehrenvizepräsidentin (Honorary Vice-President) der DUP.
Bei einem Besuch von Bertie Ahern im damaligen Wahlkreis ihres Mannes Ian kam es zu einem Zwischenfall, bei dem eine Demonstrantin Eileen Paisley konfrontierte.
Im November 2009 nahm sie an einer Reise ihres Mannes in die Region Tubbercurry und im September 2012 an einer Reise nach Dublin zusammen mit dem nordirischen Politiker Ian Adamson teil.

## Mitgliedschaft im House of Lords
Es wurde am 11. April 2006 bekannt gegeben, dass Paisley als eine der drei ersten Mitglieder der DUP zum Life Peer ernannt wird.
Am 14. Juni 2006 wurde sie zum Life Peer als Baroness Paisley of St George’s, of St George’s in the County of Antrim ernannt.
Ihre offizielle Einführung ins House of Lords erfolgte am 3. Juli 2006 mit Unterstützung von Betty Boothroyd und James Molyneaux, Baron Molyneaux of Killead. Ihre Antrittsrede hielt sie am 14. Dezember 2006.
Als Themen von politischem Interesse nennt sie auf der Webseite des Oberhauses Frauen, Kinder, Gesundheit und Bildung.
Nach der Ernennung ihres Mannes Ian Paisley zum Life Peer saßen beide bis zu seinem Tod gemeinsam im Oberhaus.
- Sitzungsperiode 1. April 2006 bis 31. März 2007: 27 Tage
- Sitzungsperiode 1. April 2007 bis 31. März 2008: 20 Tage
- Sitzungsperiode 1. April 2008 bis 31. März 2009: 21 Tage
- Sitzungsperiode 1. April 2009 bis 31. März 2010: 34 Tage
- Sitzungsperiode 1. April 2010 bis 30. Juni 2010: 14 Tage
- Sitzungsperiode 1. Juli 2010 bis 30. September 2010: 9 Tage
- Sitzungsperiode 1. Oktober 2010 bis 31. Dezember 2010: 9 Tage
- Sitzungsperiode 1. Januar 2011 bis 31. März 2011: 10 Tage
- April 2011: 0 Tage (von 7)
- Mai 2011: 3 Tage (von 15)
- Juni 2011: 0 Tage (von 17)
- Juli 2011: 4 Tage (von 13)
- August 2011: 0 Tage (von 1)
- September 2011: 4 Tage (von 8)
- Oktober 2011: 10 Tage (von 18)
- November 2011: 0 Tage (von 18)
- Dezember 2011: 3 Tage (von 13)
- Januar 2012: 6 Tage (von 14)
- Februar 2012: 0 Tage (von 14)
- März 2012: 0 Tage (von 17)
- April 2012: 0 Tage (von 5)
- Mai 2012: 0 Tage (von 13)
- Juni 2012: 0 Tage (von 13)
- Juli 2012: 0 Tage (von 16)
- August 2012: 0 Tage (von 0)
- September 2012: 0 Tage (von 0)

An Sitzungstagen war sie von Beginn an unregelmäßig anwesend. Seit Februar 2012 nahm sie an keinem Sitzungstag mehr teil. (Stand: September 2012)
Im Juni 2012 gehörte sie zu den Mitgliedern, die eine geplante Reform des Oberhauses ablehnend gegenüberstanden. Am 9. Februar 2016 wurde ihr ein „Leave of Absence“ gewährt und sie damit von ihrer Mitgliedschaft im House of Lords beurlaubt.

## Familie
Paisley war die Ehefrau von Ian Paisley, sie heirateten am 13. Oktober 1956. Eileen Paisley und ihr Mann haben fünf Kinder.
Ihr Sohn Ian Paisley jr. ist Abgeordneter der DUP, dessen Zwillingsbruder Kyle ist ein Free-Presbyterian-Priester. Ihre Tochter Rhonda besuchte die Bob Jones University und gehörte dem Belfast City Council an, ist aber seit langem nicht mehr in der Politik aktiv. Daneben haben sie zwei weitere Töchter, Sharon und Cherith.

## Veröffentlichungen
- Take a Break (Reihe)